# Zigeunerblut (1947)
Zigeunerblut (Originaltitel: Jassy) ist ein britisches Filmdrama von Regisseur Bernard Knowles aus dem Jahr 1947 mit Margaret Lockwood, Patricia Roc, Dennis Price und Basil Sydney in den Hauptrollen. Der Film wurde von der Gainsborough Pictures für die Rank Organisation nach dem Roman Jassy von Norah Lofts produziert.

## Handlung
England im 19. Jahrhundert: Eines Abends verspielt der Gutsbesitzer Christopher Hatton im völlig betrunkenen Zustand erst die Juwelen seiner Frau und anschließend, um die Edelsteine wieder zurückzugewinnen sein gesamtes Hab und Gut, den Landbesitz Mordelaine an den zwielichtigen Charakter Nick Helmar. Sein Sohn Barney, der gerade von einem romantischen Stelldichein mit Nick Helmars Tochter Dilys zurückkehrt, kann die Niederlage im Spiel nicht mehr abwenden. So sind die Hattons gezwungen voller Scham in eine schäbige Hütte in einem nahegelegenen Dorf zu ziehen.
Eines Tages, während sein Pferd gerade vom Schmied Bob Wicks beschlagen wird, wird Barney Zeuge wie einige abergläubische Dorfbewohner eine junge Frau quälen. Kurzentschlossen rettet er sie. Die Frau ist die wilde und temperamentvolle Jassy Woodroofe, die beschuldigt wird, eine Hexe zu sein, weil ihre Mutter Zigeunerblut in den Adern hat und der Tochter die Gabe des zweiten Gesichts nachgesagt wird. Jassy verliebt sich augenblicklich in ihren Retter Barney und es gelingt Barney seine Mutter davon zu überzeugen, Jassy als Dienerin einzustellen.
Christopher Hatton aber kann die Schmach und die Niederlage im Spiel nicht verwinden und der neue Besitzer Nick Helmar weidet sich an Hattons Verzweiflung und gewährt Christopher aus Kalkül weiterhin Kredit beim Glücksspiel, als Christopher jedoch beim Betrügen ertappt wird zieht dieser sich beschämt und entehrt zurück und begeht Selbstmord. Nachdem Nick Helmar Christophers Leiche in einem seiner oberen Zimmer entdeckt hat, findet er kurze Zeit später darüber hinaus zu allem Überfluss seine Frau Beatrice in den Armen eines Liebhabers. Als diese gesteht, dass die Affäre schon seit Monaten läuft, stimmt Nick Helmar einer Scheidung zu.
Tom Woodroofe, der Vater von Jassy, kann bei einer hitzigen Dorfversammlung die abhängig beschäftigten Arbeiter dazu bringen zum Anwesen Mordelaine zu marschieren, um bei ihrem neuen Besitzer bessere Löhne und Arbeitsbedingungen einzufordern. An der Haustür werden sie jedoch bereits von dem betrunkenen Nick in Empfang genommen, der mit einer Schrotflinte bewaffnet ist. Zwischen Nick und Tom kommt es erst zum Streit und dann zum Kampf, dabei geht Nicks Schrotflinte los und Jassys Vater wird tödlich verwundet.
In der Folgezeit sieht Mrs. Hatton, dass die Beziehung zwischen Jassy und Barney immer enger und intimer zu werden droht, also schickt sie Jassy fort, allerdings nicht ohne sie vorher mit exzellenten Zeugnissen und Referenzen für eine neue Anstellung als Dienerin auszustatten. Durch einen Zufall lernt Jassy Dilys die Tochter von Nick Helmar kennen und freundet sich mit dieser an. Dilys nimmt Jassy mit zum Anwesen Mordelaine und stellt sie ihrem Vater als ihre neue Freundin vor. Nick ist überzeugt, den Namen Woodroffe schon zuvor einmal gehört zu haben und Jassy erinnert ihn daran, dass Tom Woodroofe ihr Vater war. Nick Helmar entschuldigt sich für seine Tat und beteuert, er sei betrunken und nicht zurechnungsfähig gewesen. Als Dilys ihre Freundin Jassy mit zu Barney nimmt, registriert diese verärgert, dass die alte Romanze zwischen den beiden wieder aufzuflammen droht, obwohl sie weiß, dass Dilys in der Zwischenzeit auch mit einem jungen Mann namens Stephen Fennell angebändelt hat.
Eines Tages spielt Jassy Schach mit Nick Helmar und er bietet ihr den Job als Haushälterin und Hausverwalterin von Mordelaine an. Jassy willigt ein und restrukturiert das Personal. Auf Vorschlag von Mrs. Wicks stellt sie Lindy ein, die zwar nicht spricht aber zuverlässig ihre Arbeit macht. Dilys hat sich in der Zwischenzeit heimlich mit Stephen Fennell verlobt. Unterdessen macht Nick Jassy einen Heiratsantrag. Sie willigt ein, doch nur unter der Bedingung, dass ihr Nick Mordelaine als Hochzeitsgeschenk überlässt. Nick ist einverstanden und die beiden heiraten – doch Jassy beharrt auf getrennte Schlafzimmer. Nick wird in der Ehe mehr und mehr jähzornig und gewalttätig gegenüber Jassy, die ihrerseits mehr und mehr auf Distanz geht. In seiner Wut reitet Nick betrunken aus und hat einen Reitunfall. Lindy findet ihn und kann Jassy verständigen. Man bringt den Verunglückten zurück zu Mordelaine, wo der Arzt ihm eine strenge Diät verschreibt und Alkohol kategorisch verbietet. Als Jassy eines Abends Dilys und Stephen besucht, entscheidet sich Lindy Nick, den sie dafür hasst, was er Jassy in der Vergangenheit alles angetan hat, mit Rattengift im Wein zu vergiften.
Jassy wird zusammen mit Lindy der Komplizenschaft und des Mordes verdächtigt und verhaftet. Trotz ihres Alibis, während der Tatzeit abwesend gewesen zu sein, hält man beide gleichermaßen für schuldig und verurteilt sie. Der Schock über Jassys Verurteilung bringt Lindy zum Sprechen und sie entlastet Jassy in einem Kraftakt, indem sie gesteht für den Mord an Nick Helmar alleine verantwortlich zu sein. Daraufhin wird Jassy freigesprochen. Jassy wiederum überschreibt ihren Besitz von Mordelaine dem alten und rechtmäßigen Besitzer Barney Hatton und das so wiedervereinigte Paar heiratet.

## Synchronisation
Die deutsche Synchronisation wurde von dem Eagle-Lion Synchron Atelier Hamburg erstellt. Für Dialogbuch und Synchronregie zeichnete Volker Becker verantwortlich.
| Rolle                 | Darsteller        | Synchronstimme      |
| --------------------- | ----------------- | ------------------- |
| Jassy Woodroofe       | Margaret Lockwood | Till Klockow        |
| Dilys Helmar          | Patricia Roc      | Gisela Hoeter       |
| Christopher Hatton    | Dennis Price      | Curt Ackermann      |
| Nick Helmar           | Basil Sydney      | Rudolf Reif         |
| Barney Hatton         | Dermot Walsh      | Ernst Klipstein     |
| Lindy                 | Esma Cannon       | Ina Albrecht        |
| Elizabeth Twisdale    | Cathleen Nesbitt  | Lotte Koch          |
| Mrs. Helmar           | Linden Travers    | Ingeborg Grunewald  |
| Mrs. Hatton           | Nora Swinburne    | Hella Mora          |
| Sir Edward Follesmark | Ernest Thesiger   | Fritz Odemar        |
| Maggie                | Jean Cadell       | Mia Hellmut         |
| Tom Woodroofe         | John Laurie       | Harald Mannl        |
| Stephen Fennell       | Grey Blake        | Harald Wolff        |
| Architekt Sedley      | Bryan Coleman     | Will-Jo Bach        |
| Sir William           | Clive Morton      | Herbert Gernot      |
| Bob Wichs             | Torin Thatcher    | Bum Krueger         |
| Mrs. Wichs            | Beatrice Varley   | Gertrud Spalke      |
| Mault                 | Eliot Makeham     | Hermann Menschel    |
| Jim Stone             | Maurice Denham    | Bert Brandt         |
| Kathleen Hamilton     | Joan Haythorne    | Erika Block         |
| Sir Edward Walker     | Alan Wheatley     | Heinz Uttendoerfer  |
| Sir John Penty        | Hugh Pryse        | Wolfgang Eichberger |

## Hintergrund
Die musikalische Leitung hatte Louis Levy. Tonmeister war B.C. Sewell. Das Szenenbild stammt von Maurice Carter und George Provis. W.T. Partleton zeichnete als Maskenbildner verantwortlich. Die Kostüme lieferte Elizabeth Haffenden. Produktionsleiter war Douglas Peirce. Drehorte des Films lagen in Aldbury, Hertfordshire in England.
Zigeunerblut startete am 12. August 1947 in Großbritannien und am 27. September 1949 in der Bundesrepublik Deutschland.

## Kritiken
„Kolportage mit immerhin um Glaubwürdigkeit bemühten Darstellern.“